# Phytoliriomyza berii
Phytoliriomyza berii är en tvåvingeart som beskrevs av Singh och Ipe 1973. Phytoliriomyza berii ingår i släktet Phytoliriomyza och familjen minerarflugor. Inga underarter finns listade i Catalogue of Life.